# Вулканолошка ерупција
Вулканолошка ерупција добила је назив према италијанском вулкану Вулкано. Назив овом типу ерупције дао је Ђузепе Меркали, који је био сведок ових ерупција од 1888 — 1890. године. Његови описи механизма ерупција се сада користе широм света за ерупције које карактерише густ облак пирокластичног материјала који експлодира из кратера и издиже се високо изнад врха. Њихова експлозивна природа потиче од повећаног садржаја силицијума у магми. Магма се, заправо, може јавити у готово свим типовима, али је најчешћа магма са 55% и више силицијума (базалтно-андезитска магма). Повећан садржај силицијума условљава повећану вискозност магме, што доводи до велике експлозивности вулканске ерупције. Ове ерупције обично започињу фреатомагматским ерупцијама које могу бити екстремно јаке и бучне, услед тога што магма која се креће кроз вулкански канал загрева подземну воду. То је обично праћено експлозивном ерупцијом магме из канала, у виду тамносиве до црне еруптивне колоне, чија боја потиче од комада стена које услед експлозије упадају у еруптивни материјал. Како се вулкански канал празни, пирокластични облак постаје светлији, са конволуцијама пирокластичног материјала сличним као код плинијских ерупција.